# Killerman
Killerman è un film del 2019 diretto da Malik Bader.

## Trama
Il riciclatore di denaro di New York Moe Diamond si sveglia senza memoria e milioni di dollari in contanti e droga rubati. Presto dovrà perlustrare le strade in cerca di risposte mentre cerca di schivare una banda di poliziotti corrotti.